# Trägolv
Ett trägolv, brädgolv eller plankgolv är ett golv med uppradade, oftast tunna bräder/plankor.

Skoklosters slott från 1600-talet med trägolv i flera rum.

## Historia
Trägolvet är bland det allra äldsta golvet man känner till i Skandinavien näst efter jordgolvet. Golvet var vanligt att lägga i nybyggda hyreshus ända fram till början av 1950-talet. Trägolv fortsatte att läggas i enkla hus och fritidshus ända in på slutet av 1960-talet. I mitten av 1900-talet täcktes de flesta trägolv över med korkmattor, linoleum eller plastmattor. Idag har trägolvet fått en renässans och många lättar på plastmattorna och tar fram golvet. En trend har blivit att måla golvet vitt eller i någon annan färg.